# Rijksbeschermd gezicht Schraard
Gezicht Schraard is een van rijkswege beschermd dorpsgezicht in Schraard in de Nederlandse provincie Friesland. De procedure voor aanwijzing werd gestart op 18 mei 1988. Het gebied werd op 27 september 1991 definitief aangewezen. Het beschermd gezicht beslaat een oppervlakte van 16,5 hectare.
Panden die binnen een beschermd gezicht vallen krijgen niet automatisch de status van beschermd monument. Wel zal de gemeente het bestemmingsplan aanpassen om nieuwe ontwikkelingen in het gebied te reguleren. De gezichtsbescherming richt zich op de stedenbouwkundige en cultuurhistorische waardering van een gebied en wil het toekomstig functioneren daarvan veiligstellen.